# Centre Olímpic de salts d'esquís de Lake Placid
El Centre Olímpic de salts d'esquís de Lake Placid (en anglès: Lake Placid Olympic Ski Jumping Complex) és un centre d'esports d'hivern destinat a la pràctica dels salts d'esquí situat a la ciutat de Lake Placid (Estats Units d'Amèrica). Modernitzats i remodelats el 2021, són els únics salts d'Amèrica del Nord homologats per a les competicions de salts d'hivern i estiu. El complex és gestionat per l'Olympic Regional Development Authority.
Situat a dues milles de la ciutat de Lake Placid, a la serralada de l'Adirondack, les seves primeres instal·lacions foren construïdes el 1917 aprofitant el vessant de la muntanya. El 1918 es construí la primera instal·lació artificial de fusta per elevar el salt als 35 metres. El 1921 es construí una zona per al públic amb una capacitat de 2.000 espectadors, el 1923 el trampolí s'elevà als 50 metres i el 1927, mitjançant una torre d'acer, s'elevà als 60 metres. El 1928 aquesta torre s'elevà fins als 75 metres, i el seu trampolí fou utilitzat en les proves dels Jocs Olímpics d'Hivern de 1932 realitzats a la ciutat.
El 1977 es realitzà l'operació més ambiciosa del recinte; fou enderrocada la vella instal·lació de 1928 i es construïren dos trampolins de 70 i 90 metres, que van ser utilitzats per a les proves dels Jocs Olímpics d'Hivern de 1980. El 1994 aquests trampolins foren totalment remodelats i adaptats a les necessitats actuals, ampliant la seva alçada als 90 i 120 metres respectivament. Noves millores se li feren el 2019 i 2021.